# Estat de Sokoto
Sokoto és un estat de Nigèria que agafa el nom de la capital, Sokoto (ciutat) i tanmateix recorda a l'històric sultanat de Sokoto. La superfície de l'estat és de 25.973 km² i la població el 1991 era de 2.418.585 habitants i al cens provisional de 2006 de 4.392.391 habitants.

## Història
El 1901 els britànics van agafar el control de la zona i es va formar la província que va rebre un resident britànic de primera classe amb seu a Sokoto (ciutat) i sub-residents a altres poblacions; es van establir corts de justícia i destacaments de policia. El 1906 es va produir prop de la capital una revolta religiosa i el seu cap va agafar el títol de Mahdí; tres oficials britànics van morir;; l'emir de Sokoto va rebutjar la revolta i quan es va organitzar la repressió els rebels foren derrotats i el mahdí fet presoner i condemnat a mort, sent executat a la plaça del mercat de Sokoto. L'emir de Sokoto, a vegades califa o sultà, va restar lleial als britànics i va gaudir sempre de gran influència entre la població. El 1960 Nigèria va esdevenir independent i Sokoto fou part de l'estat del Nord, i després de l'estat del Nord-oest. L'estat de Sokoto fou creat el 1976 quan es va dividir l'Estat del Nord-oest i es van formar els de Sokoto i Níger.

## Governadors i administradors
- Umaru Mohammed (Governador 1976–1978)
- Gado Nasko (Governador 1978–1979)
- Shehu Kangiwa (Governador 1979–1982)
- Garba Nadama (Governador 1982–1983)
- Garba Duba (Governador 1984–1985)
- Garba Mohammed (Governador 1985–1987)
- Ahmed Daku (Governador 1987–1990)
- Bashir Magashi (Governador 1990–1992)
- Yahya Abdulkarim (Governador 1992–1993)
- Yakubu Mu'azu (Administrador 1993–1996)
- Rasheed Raji (Administrador 1996–1998)
- Rufai Garba (Administrador 1998–1999)

## Economia
Més del vuitanta per cent (80%) dels habitants de Sokoto practica l'agricultura. Produeixen cultius com el mill, el blat de moro d'Índies, el blat de moro, arròs, papes, cacauet, iuca i fesol per a la subsistència i el cotó, blat i vegetals per diners en efectiu. Artesania local, com ara ferreria, teixit, tenyit, gravat i treballs en cuir també té un paper important en la vida econòmica de la població de Sokoto; com a resultat diferents àrees com Maker, Marina, Takalmawa i Majem van arribar a ser importants. Sokoto és també una de les zones productores de peixos del país. Així, un gran nombre de persones al llarg de la conca del riu dediquen també a la pesca.
Sokoto està dotat de recursos naturals i minerals, indústries connexes amb cotó, el cacauet, el sorgo, la goma, el blat de moro, arròs, blat, canya de sucre, iuca, goma aràbiga i el tabac com a matèria primera es pot establir a la zona. L'agricultura a gran escala també es pot practicar a l'estat utilitzant l'aigua de reg de les preses i llacs entre d'altres.
Minerals com el caolí, guix, pedres de calç, fosfat tant groc com verd, argila, sorra, etc., existeixen en quantitats comercials. Indústries basades en l'ús d'aquestes matèries primeres s'han establert a l'estat.
L'absència de la mosca tse-tse beneficia a les pastures com també als animals salvatges i domèstics. Sokoto ocupa el segon lloc a Nigèria en la producció pecuària de la població animal del país de més de vuit milions de caps.
La disponibilitat d'aquests potencials econòmica ofereix bones oportunitats d'inversió, particularment en agro-indústries connexes, com ara molins de farina, tomàquets refineria de sucre, tèxtil, cola, bronzejat, conserves de peix, etc.

## Àrees de govern locals
A l'estat hi ha 23 àrees de govern local, que són:
- Binji
- Bodinga
- Dange Shuni
- Gada
- Goronyo
- Gudu
- Gwadabawa
- Illela
- Isa
- Kebbe
- Kware
- Rabah
- Sabon Birni
- Shagari
- Silame
- Sokoto North
- Sokoto South
- Tambuwal
- Tangaza
- Tureta
- Wamako
- Wurno
- Yabo